# Maurice Jacquin
Pour les articles homonymes, voir Jacquin.
Maurice Jacquin, né le 9 juin 1900 à Montluçon et mort le 28 décembre 1974 dans le 16e arrondissement de Paris, est un producteur de cinéma français.

## Biographie

### Jeunesse et famille
Maurice Henri Jacquin naît à Montluçon en 1900, fils de Numidique René Jacquin, comptable, et Mélanie Augustine Massat, institutrice, son épouse. Remarié à Dakar en 1927, Maurice Jacquin a quatre enfants : Mauricette, Marlène, Monique et Maurice.
En 1954, Marlène épouse Raymond Danon, futur producteur de cinéma. Ils sont les parents de Géraldine Danon, actrice et réalisatrice.
Maurice Jacquin Junior a brièvement travaillé dans le cinéma.

### Carrière
(novembre 2022).
Si vous disposez d'ouvrages ou d'articles de référence ou si vous connaissez des sites web de qualité traitant du thème abordé ici, merci de compléter l'article en donnant les références utiles à sa vérifiabilité et en les liant à la section « Notes et références ».
Établi à Dakar, il fonde au début des années 1930 la Comacico (Compagnie africaine cinématographique industrielle et commerciale)[réf. souhaitée] et développe un important circuit de salles de cinéma en Afrique de l’Ouest. En 1960, il devient producteur en créant Les Films Copernic.[réf. souhaitée] Jacquin apparait dans le roman de l'écrivain et éditeur Boubacar Boris Diop " les petits de la guenon" en tant que personnage qui aurait introduit la lutte avec frappe bouleversant le combat traditionnel[réf. souhaitée]. Jacquin dirige un atelier de menuiserie à Sandinièry à ses debuts et apparaît comme un personnage sans scrupules. Il est surnommé le toubab de Niayes-Thioker, banlieue dakaroise où se déroulent les premiers spectacles de lutte avec frappe qui vont être payant[réf. souhaitée].  
Maurice Jacquin meurt en 1974 à Paris,.

## Filmographie

### Producteur
- 1961 : La Fayette
- 1966 : Le Tonnerre de Dieu
- 1966 : Du rififi à Paname
- 1966 : Le Voyage du père
- 1966 : Monsieur le Président Directeur Général
- 1967 : J'ai tué Raspoutine
- 1967 : Le Soleil des voyous
- 1967 : Les Grandes Vacances
- 1968 : Le Petit Baigneur
- 1968 : Le Tatoué
- 1968 : Mayerling
- 1969 : Une veuve en or
- 1970 : Moto Shel Yehudi
- 1970 : La Peau de Torpedo
- 1970 : De la part des copains
- 1971 : Le Juge
- 1971 : Sur un arbre perché
- 1971 : Le Chat
- 1971 : Quelqu'un derrière la porte
- 1971 : La Veuve Couderc
- 1974 : Le Polygame
- 1975 : Flic Story